# Plan Schillera
Plan Schillera – plan stworzenia Unii Gospodarczej i Walutowej (EMU) opracowany przez K. Schillera w 1969, opierający się na koncepcji ekonomistów integracji walutowej.
Zakładał dochodzenie do EMU w etapach:
1. koordynacja polityk gospodarczych państw członkowskich oraz przekazanie części kompetencji władz narodowych organom ponadnarodowym;
2. wyrównanie poziomów rozwoju poszczególnych państw członkowskich i ograniczenie wahań kursów walutowych;
3. utworzenie wspólnego funduszu pełniącego funkcję ponadnarodowego banku centralnego;
4. wprowadzenie wspólnej waluty zastępującej waluty narodowe oraz przekazanie prowadzenia polityki pieniężnej oraz walutowej z państw członkowskich na szczebel ponadnarodowy.

Plan nie był nigdy zrealizowany.